# Теорема Фейта — Томпсона
Теорема Фейта — Томпсона или теорема о нечётном порядке утверждает, что любая конечная группа нечётного порядка разрешима. Теорему доказали Вальтер Фейт и Джон Григгс Томпсон.

## История
Разница между нечётными и чётными порядками, которую показывает этот результат, внушает как следствие, что простые группы нечётного порядка не существуют.
Уильям Бёрнсайд высказал предположение, что любая неабелева конечная простая группа имеет чётный порядок. Ричард Брауэр высказал предположение, используя централизаторы инволюций простых групп в качестве базиса для классификации конечных простых групп как в теореме Теорема Брауэра — Фаулера, что существует лишь конечное число конечных простых групп с данным центром инволюции. Группа нечётного порядка не имеет инволюций, так что для исполнения плана Брауэра в первую очередь необходимо показать, что нециклические конечные простые группы никогда не имеют нечётного порядка. Это эквивалентно доказательству, что группы с нечётным порядком разрешимы, что и доказали Томпсон и Фейт.
Атаку на гипотезу Бёрнсайда начал Сузуки, который изучал CA группы. Это группы, в которых централизатор любого нетривиального элемента является абелевым.  В своей работе он показал, что все CA-группы нечётного порядка разрешимы. (Позднее он классифицировал все простые CA-группы и все простые группы, в которых централизатор любой инволюции имеет нормальную 2-силовскую подгруппу, найдя в процессе классификации пропущенное семейство простых групп лиева типа, которое теперь носит название группы Судзуки.)
Фейт, Холл и Томпсон расширили работу Сузуки на семейство CN-групп. Это группы, в которых централизатор любого нетривиального элемента является нильпотентным.  Они показали, что любая CN-группа нечётного порядка разрешима.  Их доказательство похоже на доказательство Сузуки. Доказательство заняло около 17 страниц, что было на то время очень большим для теории групп.
Теорему Фейта — Томпсона можно рассматривать как следующий шаг в этом процессе — они показали, что не существует нециклической простой группы нечётного порядка, в которой любая собственная подгруппа является разрешимой. Это доказывает, что любая конечная группа нечётного порядка разрешима, поскольку минимальный контрпример должен быть простой группой, в которой любая собственная подгруппа разрешима.  Хотя схема доказательства близка к схемам доказательства теорем для CA и CN групп, детали существенно более сложные, так что конечная статья имела 255 страниц текста.

## Значение доказательства
Теорема Фейта — Томпсона показала, что классификация конечных простых групп с помощью централизаторов инволюций возможна, поскольку любая неабелева простая группа имеет инволюцию. Многие техники, применённые в доказательстве теоремы, а особенно идея локального анализа, были позднее развиты в методы, используемые в классификации. Видимо, наиболее революционным аспектом доказательства была его длина — до статьи Фейта и Томпсона редкие статьи в теории групп превышали нескольких страниц и, в основном, их можно было изучить за день. Когда исследователи теории групп осознали, что длинные выкладки могут сработать, начали появляться статьи, содержащие сотни страниц. Некоторые даже превосходят статью Фейта и Томпсона, например, статья Михаэля Ашбахера и Стефена Д. Смита о квазитонких группах имеет 1221 страницу.

## Пересмотр доказательства
Многие математики упростили части исходного доказательства Фейта и Томпсона. Однако все эти улучшения в некотором смысле локальны, основная структура изложения осталась той же самой, но некоторые детали доказательства были упрощены.
Упрощённое доказательство было опубликовано в двух книгах — книге Бендера и Глаубермана, в которой приведено всё, за исключением теории характера, и книге Петерфалви, в которой изложена теория характера. Это пересмотренное доказательство остаётся очень сложным и длиннее исходного доказательства, но написано в более лёгком стиле.
Конечное формальное доказательство, проверенное с помощью системы автоматического доказательства теорем Coq, объявил в сентябре 2012 Жорж Гонтье, работавший вместе с группой сотрудников в подразделении Microsoft Research и INRIA.

## Схема доказательства
Вместо прямого описания теоремы Фейта — Томпсона проще описать CA-теорему Сузуки, а затем пояснить некоторые дополнения, необходимые для CN-теоремы и теоремы о нечётном порядке. Доказательство можно разбить на три шага. Пусть G будет неабелевой (минимальной) простой группой нечётного порядка, удовлетворяющей условиям CA-теоремы. Для более детального изложения статьи о нечётном порядке см. статью Томпсона, Горенштейна или Глаубермана.

### Шаг 1. Локальный анализ структуры группыG
В случае CA анализ прост, поскольку отношение «a коммутирует с b» является отношением эквивалентности на неединичных элементах. Таким образом, элементы разбиваются на классы эквивалентности и каждый класс эквивалентности является множеством неединичных элементов максимальной абелевой подгруппы. Нормализаторы этих максимальных абелевых подгрупп оказывается в точности максимальными собственными подгруппами группы G. Эти нормализаторы являются группами Фробениуса, теория характеров для которых вполне прозрачна и подходит для манипуляции, использующей индукцированный характер. Также множество простых делителей|G|разбивается согласно простым числам, которые делят порядки различных классов смежности максимальных абелевых подгрупп. Подход, разбивающий простые делители |G| согласно классам смежности некоторых подгрупп Холла (Подгруппа Холла — это подгруппа, порядок которой и индекс взаимно просты), которые соответствуют максимальным подгруппам группы G (с точностью до смежности), повторяется в доказательстве как CN-теоремы Фейта — Холла — Томпсона, так и теоремы Фейта — Томпсона о нечётном порядке. Каждая максимальная подгруппа M имеет некоторую нильпотентную подгруппу Холла Mσ с нормализатором, содержащимся в M, порядок которой делится на некоторые простые числа, образующие множество {\displaystyle \sigma (M)}. Две максимальные подгруппы смежны тогда и только тогда, когда множества {\displaystyle \sigma (M)} совпадают, а если они не смежны, множества {\displaystyle \sigma (M)} не пересекаются. Любое простое число, делящее порядок группы G, оказывается в некотором множестве {\displaystyle \sigma (M)}. Таким образом, простые делители порядка группы G разбиваются на классы смежности, соответствующие классам смежности максимальных подгрупп. Доказательство случая CN уже существенно сложнее случая CA — основной дополнительной проблемой становится доказательство, что две различные силовские подгруппы пересекаются по единичному элементу. Эта часть теоремы о нечётном порядке занимает более 100 журнальных страниц. Ключевым шагом является доказательство теоремы Томпсона о единственности, утверждающей, что абелевы подгруппы нормального ранга, не меньшего 3, содержатся в единственной максимальной подгруппе, что означает, что простые числа p, для которых силовские p-подгруппы имеют нормальный ранг, не превосходящий 2, нужно рассматривать отдельно. Бендер позднее упростил доказательство теоремы единственности, используя метод Бендера. В то время как в случае CN результирующие максимальные подгруппы M остаются группами Фробениуса, максимальные подгруппы, появляющиеся в доказательстве теоремы о нечётном порядке могут не иметь такой структуры и анализ их структуры и взаимосвязей даёт 5 возможных типов максимальных подгрупп, которые обозначаются как типы I, II, III, IV, V. Подгруппы типа I — это подгруппы «фробениусового типа», небольшое обобщение группы Фробениуса, и, фактически, позднее в доказательстве показывается, что они являются группами Фробениуса. Они имеют структуру {\displaystyle M_{F}\rtimes U}, где {\displaystyle M_{F}} — наибольшая нормальная нильпотентная подгруппа Холла, а U имеет подгруппу {\displaystyle U_{0}} с тем же показателем, так что {\displaystyle M_{F}\rtimes U_{0}} является группой Фробениуса с ядром {\displaystyle M_{F}}. Типы II, III, IV, V все являются 3-шаговыми группами со структурой {\displaystyle M_{F}\rtimes U\rtimes W_{1}}, где   {\displaystyle M_{F}\rtimes U} является порождённое подгруппой группы M. Разделение на типы II, III, IV и V зависит от структуры и вложения подгруппы U следующим образом:
- Type II: U нетривиальная абелева и её не нормализатор содержится в M.
- Type III: U нетривиальная абелева и её нормализатор содержится в M.
- Type IV: U неабелева.
- Type V: U тривиальна.

Все, кроме двух классов максимальных подгрупп, имеют тип I, но могут быть ещё два класса максимальных подгрупп, один типа II, а другой типа II, III, IV или V.

### Шаг 2. Теория характера группыG
Если X является неприводимым характером нормализатора  H максимальной абелевой подгруппы A CA-группы G, не содержащей A в своём ядре, мы можем из X получить характер Y группы G, который не обязательно неприводим. Из известной структуры группы G просто найти значения характера Y для всех элементов группы G, кроме единицы. Из этого следует, что когда X1 и X2 являются двумя неприводимыми характерами нормализатора H, а Y1 и Y2 являются соответствующими индуцированными характерами, то Y1 − Y2 полностью определено и вычисление его нормы показывает, что это разность двух неприводимых характеров группы G (их иногда называют исключительными характерами группы G для нормализатора H). Подсчёт показывает, что каждый нетривиальный неприводимый характер группы G возникает ровно один раз как исключительный характер, ассоциированный с нормализатором некоторой максимальной абелевой подгруппы группы G.  Похожая аргументация (с заменой абелевых подгрупп Холла на нильпотентные подгруппы Холла) работает в доказательстве CN-теоремы. Однако в доказательстве теоремы о нечётном порядке аргументация построения характеров группы G из характеров подгрупп более тонкая и использует изометрию Дейда между кольцами характеров, а не индуцированные характеры, поскольку максимальные подгруппы имеют более сложные структуры и вкладываются менее прозрачным способом. Теория исключительных характеров заменяется теорией когерентных множеств характеров для расширения изометрии Дейда. Грубо говоря, эта теория говорит, что изометрия Дейда может быть расширена, если группа не содержит некоторую определённую структуру.  Петерфалви описывает упрощённую версию теории характера (по статьям Деда, Сибли и Петерфалви).

### Шаг 3. Конечное противоречие
На шаге 2 мы имеем полное и точное описание таблицы характеров CA-группы G. Отсюда, используя факт, что G имеет нечётный порядок, доступна необходимая информация для получения оценки |G| и достижения предположения, что G является простой. Эта часть доказательства аналогично работает для случая CN-групп.
В доказательстве теоремы Фейта — Томпсона, однако, это шаг (как обычно) намного более сложный. Теория характера только исключает некоторые возможные конфигурации, оставшиеся после шага 1. Сначала Фейт и Томпсон показали, что максимальные подгруппы типа I все являются группами Фробениуса. Если все максимальные подгруппы имеют тип I, то аргументы, подобные случаю CN, показывают, что группа G не может иметь минимальной простой группой нечётного порядка, так что имеется в точности два случая максимальных подгрупп типа II, III, IV или V. Большая часть остального доказательства фокусируется на этих двух типах максимальных подгрупп S и T и связи между ними. Некоторые другие аргументы, относящиеся к теории характеров, показывают, что они не могут быть типа IV или V. Две подгруппы имеют определённую структуру — подгруппа S имеет порядок {\displaystyle p^{q}\times q\times (p^{q}-1)/(p-1)} и состоит из всех автоморфизмов лежащего в основе конечного поля порядка pq вида {\displaystyle x\to ax^{\sigma }+b}, где a имеет норму 1 и {\displaystyle \sigma } является автоморфизмом конечного поля, где p и q — различные простые. Максимальная подгруппа T имеет подобную структуру с обменом p и q. Подгруппы S и T тесно связаны. Если принять, что p>q, можно показать, что циклическая подгруппа S порядка {\displaystyle (p^{q}-1)/(p-1)} сопряжена с подгруппой циклической подгруппы T порядка {\displaystyle (q^{p}-)/(q-1)}. (В частности, первое число делит второе, так что в случае верности гипотезы Фейта — Томпсона из этого следовало бы, что такое произойти не может, и можно было бы доказательство на этом месте прекратить. Однако гипотеза остаётся недоказанной.)
После применения теории характера к группе G заключаем, что G имеет следующую структуру: существуют простые p>q, такие, что {\displaystyle (p^{q}-1)/(p-1)} взаимно просто с p–1 и G имеет подгруппу, задаваемую полупрямым произведением PU, где P — аддитивная группа конечного поля порядка {\displaystyle p^{'}q}, а U является её элементами с нормой 1. Однако группа G имеет абелеву подгруппу Q с порядком, взаимно простым с p, содержащую элемент y, такой что P0 нормализует Q и {\displaystyle (P_{0})^{y}} нормализует U, где {\displaystyle P_{0}} является аддитивной группой конечного поля порядка p. (Для p=2 возникает подобная конфигурация в группе {\displaystyle SL_{2}(2^{q})}, с PU борелевой подгруппой верхних треугольных матриц, а Q — подгруппа порядка 3, генерируемая  y=(01
11).) Чтобы исключить этот финальный случай, Томпсон использует некоторые наводящие ужас сложные манипуляции с генераторами и соотношениями, которые позднее упростил Петерфалви, аргументы которого приведены в статье Бендера и Глаубермана. Доказательство проверяет множество элементов a в конечном поле порядка pq, таких что a и 2–a имеют норму 1. Сначала проверяем, что это множество имеет по меньшей мере один элемент, отличный 1. Тогда достаточно сложные аргументы, использующие генераторы и связи в группе G, показывают, что множество замкнуто по взятию обратного. Если a находится в множестве и не равно 1, то многочлен N((1–a)x+1)–1 имеет степень q и имеет по меньшей мере p различных корней, заданными элементами x из Fp, используют факт, что {\displaystyle x\to 1/(2-x)} отображает множество в себя, так что p≤q, что противоречит предположению p>q.

## Использование нечётности
Факт, что порядок группы G нечётен, используется в нескольких местах доказательства следующим образом .
- Теорема Холла — Хигмана[англ.] сильнее для групп нечётного порядка.
- В группах нечётного порядка все неглавные характеры встречаются в парах комплексной сопряжённости.
- Некоторые результаты о p-группах верны только для нечётных простых p.
- Если группа нечётного порядка не имеет абелевых подгрупп ранга 3, то её производная группа нильпотентна. (Это неверно для симметрической группы S4 чётного порядка.)
- Некоторые аргументы, использующие теорию характера, не проходят для малых простых, в частности, для простого 2.